# Ligne d'Hettange-Grande à Entrange
Cet article court présente un sujet plus développé dans : Ligne de Metz-Ville à Zoufftgen.
La ligne d’Hettange-Grande à Entrange est un court embranchement de la ligne de Metz-Ville à Zoufftgen. Ouverte en 1904 dans le but de desservir une zone artisanale à Entrange depuis Hettange-Grande, en Moselle, elle mesurait 2,833 km et portait le numéro 190 000 dans la nomenclature du réseau ferré national.
Fermée au trafic le 30 septembre 1990, elle est déclassée par décret du 22 février 1991 en vue de permettre l’utilisation de l’emprise pour la desserte routière de la zone artisanale.